# Little Battlers Experience
Little Battlers Experience (ダンボール戦機, Danbōru Senki), parfois typographiée Little Battlers eXperience et souvent abrégée en LBX, est une série de jeux vidéo créée par Level-5. Le premier jeu vidéo est sorti sur PlayStation Portable le 16 juin 2011 au Japon. En parallèle aux sorties de nouveaux jeux, des adaptations en mangas et séries télévisées d'animation ont vu le jour. Hors du Japon, la série de jeux vidéo est proposée à partir d'août 2015 en Amérique du Nord et septembre 2015 en Europe.

## Synopsis
En 2050, les Little Battlers eXperience (LBX), des robots miniatures, ont acquis une grande popularité. Van Yamano, un jeune garçon de treize ans, est passionné par ces robots mais n'en possède malheureusement pas. Un jour, une mystérieuse femme lui donne une LBX, qui représente selon elle l'espoir et le désespoir de l'humanité...

## Personnages
Van Yamano (山野バン, Yamano Ban)
C'est le propriétaire de Achilles et le principal protagoniste des 2 saisons. C'est une mystérieuse femme qu'il lui donna Achilles (on apprendra par la suite qu'il s'agit de Rina, l'assistante du professeur Yamano). Elle disait que ce LBX représentait l'espoir et le désespoir de l'humanité entier. C'est en fait son père qui le lui confia avec la Platina capsule dedans. Il aura par la suite d'autres LBX: Odin, Elysion, Ikaros Zero, O-Legion (temporairement) et Odin-MK2.
Amy Cohen (川村アミ, Kawamura Ami)
C'est une des protagonistes dans la saison 1. Elle apparaît au tout début jusqu'à la fin. Dans la saison 2, elle se fait capturer par les Détectors avec Kazu mais est ensuite sauvée par Ban, Ran et Otacross. Ses LBX sont Konoichi et Pandora
Kaz Walker (青島カズヤ, Aoshima Kazuya)
C'est un des protagonistes dans la saison 1. Il apparaît tout au début jusqu'à la fin. Dans la saison 2, il se fait capturer par les Détectors. Ses LBX sont Warrior, Egypt (il était contrôlé), Hunter, Fenrir et Achilles Deed.
Hanz Gordon (郷田ハンゾウ, Gouda Hanzou)
Justin Kaido (海道ジン, Kaidō Jin)
C'est le plus grand rival de Ban. Il possède Empeureur qu'il améliorera par la suite. Il eut ensuite ProtoZenon, Zenon, Triton et Ikaros Zero (temporairement).
Nils Richter (灰原ユウヤ, Haibara Yuuya)
Dak Sendo (仙道ダイキ, Sendō Daiki)
Hiro Hughes (大空ヒロ, Ōzora Hiro)
C'est un des protagonistes dans la saison 2 avec Ran et Ban (il n'apparaît pas dans la saison 1). Il a un pouvoir spécial permettant de s'améliorer considérablement dans une action pendant quelques secondes (il ne le sait pas quand il l'utilise). Il ajoute souvent au nom des personnes -san à la fin (ce qui signifie qu'il les respectent ou littérairement "monsieur" ou "madame"). Ses LBX sont Perseus, Ikaros Force et Achilles D9.
Ran Hanasaki (花咲ラン, Hanasaki Ran)
C'est une des protagonistes dans la saison 2 avec Hiro et Ban (elle n'apparaît pas dans la saison 1). C'est une championne en art martiaux et connaissait déjà Ban avant de l'avoir rencontré (elle savait que Ban était le champion d'Artémis et l'adimrait beaucoup). Ses LBX sont Minerva et Minerva Kai.
Jessica Kaios (ジェシカ・カイオス, Jeshika Kaiosu)
Asuka Kojou (古城アスカ, Kojō Asuka)

## Production
Le développement de la franchise Little Battlers Experience a été annoncé en septembre 2008 lors de la conférence Level-5 Vision 2008. Lors de la conférence Level 5 Vision 2009 en août 2009, Level-5 annonce la production en parallèle à celle du jeu vidéo, avec une sortie envisagée en 2010, d'un manga et d'une série télévisée d'animation. La franchise est finalement lancée début 2011.

## Anime

### Séries télévisées
Les différentes séries télévisées sont produites par le studio OLM. La première série a été diffusée sur TV Tokyo du 2 mars 2011 au 11 janvier 2012 et compte un total de 44 épisodes. La deuxième série, Danball Senki W (ダンボール戦機W, Danbōru Senki W), a été diffusée du 18 janvier 2012 au 20 mars 2013 et compte 58 épisodes. La troisième série, Danball Senki Wars (ダンボール戦機WARS, Danbōru Senki Wōzu), a été diffusée du 3 avril au 25 décembre 2013 et compte 37 épisodes.
En France, la série est diffusée sur Canal J depuis le 26 août 2013.

### Film d'animation
Un film d'animation nommé Inazuma Eleven Go vs. Danball Senki W est sorti au cinéma le 1er décembre 2012 au Japon. Il s'agit d'un crossover entre Inazuma Eleven GO et Danball Senki W.
Au début du film, Tenma (personnage de Inazuma Eleven GO) avec l'équipe Shinsei Inazuma Japan vont affronter l'ancien Inazuma Japan Adulte. Mais le match est interrompu par la pénétration clandestine de LBX. Heureusement, Ban et les autres arrivèrent à temps pour essayer de les stopper. Grâce à Tenma et les autres, ils réussissent à faire court-circuiter les LBX ennemis. Malheureusement, Endou et les autres se font aspirer dans une dimension inconnue. Fey vient les secourir à temps. Ensuite, tous se retrouvent dans une forêt qui relierait le monde de Ban et celui de Tenma en un seul. Ban explique alors ce qu'il se passe : les lignes temporelles sont toutes liées en ce moment même et déplacées comme des pièces de puzzles. Alors, le Dr Arno arrive et explique qu'il faudra trouver l'ennemi et le vaincre s'il voulait revoir leurs amis. Ban et Tenma décidèrent de se battre ensemble pour que tout revienne normal. Chacun fit découvrir à l'autre leur univers très éloigné : le monde du football et des LBX. Mais alors que Tenma enseignait à Hiro et Ban le football, ils entendirent un cri. Une jeune fille était attaquée par des LBX. Son nom était Fran. Elle vint au camp et se mit à découvrir le monde du football et des LBX. Mais le lendemain, Kazu et Ami disparurent. Les personnes avec des LBX accusaient clairement les personnes qui jouaient au football de les avoir kidnappés. Mais on finit par comprendre que tout ça était la faute de Fran. C'était en fait elle qui avait attaqué le stade avec ses deux frères : Asta et San. Elle leur donna une dernière chance de se racheter avant d'être éliminés : Shinsei Inazuma devait battre Asta au football et le NICs devait battre San au LBX. Chacun réussit à convaincre la personne qu'il affrontait d'arrêter. Mais c'est finalement Fran qui allait peut-être tout détruire. En effet, elle est dotée d'un pouvoir qui pourrait détruire le monde. Mais tout le monde réussit à l'arrêter et Fran comprit que ce n'est pas comme ça qu'elle réussira à faire un monde meilleur. Avant de se quitter, Tenma, Hiro et Ban se promirent qu'un jour, ils s'affronteront au football et aux LBX. Dans le monde de Fran, elle fit revivre la ville et rencontra ses parents avec ses frères.

## Manga
Une adaptation en manga dessinée par Hideaki Fujii a été publiée entre janvier 2011 et février 2013 dans le magazine CoroCoro Comic et a été compilé un total de six tomes. Les tomes 1 à 3 adaptent le premier jeu vidéo et les tomes 4 à 6 adaptent le deuxième jeu, Danball Senki W. La version française est publiée par Kazé depuis novembre 2013.
Le manga Danball Senki Wars a été publié entre mars et octobre 2013 et compte deux tomes reliés.

### Little Battlers Experience
| no | Japonais         | Japonais          | Français         | Français          |
| no | Date de sortie   | ISBN              | Date de sortie   | ISBN              |
| -- | ---------------- | ----------------- | ---------------- | ----------------- |
| 1  | 28 juin 2011     | 978-4-09-141298-0 | 20 novembre 2013 | 978-2-82030-793-4 |
| 2  | 28 octobre 2011  | 978-4-09-141344-4 | 18 décembre 2013 | 978-2-82031-555-7 |
| 3  | 27 janvier 2012  | 978-4-09-141385-7 | 19 mars 2014     | 978-2-82031-566-3 |
| 4  | 27 juillet 2012  | 978-4-09-141489-2 | 16 juillet 2014  | 978-2-82031-582-3 |
| 5  | 28 novembre 2012 | 978-4-09-141530-1 | 20 août 2014     | 978-2-82031-807-7 |
| 6  | 28 mars 2013     | 978-4-09-141628-5 | 22 octobre 2014  | 978-2-82031-591-5 |

### Danball Senki Wars
| no | Japonais        | Japonais          |
| no | Date de sortie  | ISBN              |
| -- | --------------- | ----------------- |
| 1  | 26 juillet 2013 | 978-4-09-141659-9 |
| 2  | 25 janvier 2014 | 978-4-09-140026-0 |

### Édition japonaise
Danball Senki
1. 1 2  Tome 1
2. 1 2  Tome 2
3. 1 2  Tome 3
4. 1 2  Tome 4
5. 1 2  Tome 5
6. 1 2  Tome 6

Danball Senki Wars
1. 1 2  Tome 1
2. 1 2  Tome 2

### Édition française
1. 1 2  Tome 1
2. 1 2  Tome 2
3. 1 2  Tome 3
4. 1 2  Tome 4
5. 1 2  Tome 5
6. 1 2  Tome 6